# دهه ۳۲۰ (میلادی)
دهه ۳۲۰ (میلادی) دهه سی و دوم تقویم میلادی است.

## درگذشتگان
‎